# Al Fil Al Azraq
Al Fil Al Azraq (àrab: الفيل الأزرق, Al-fīl al-azraq, ‘L'elefant blau’), comercialitzada internacionalment com The Blue Elephant, és uns  pel·lícula de terror dramàtica i de misteri egípcia del 2014, dirigida i produïda per Marwan Hamed al Caire. La història es va portar originalment al cinema a partir d'una novel·la àrab del 2012 escrita pel famós escriptor egipci Ahmed Mourad. És protagonitzada pels actors egipcis Karim Abdel Aziz, Khaled El Sawy i Nelly Karim. La pel·lícula parla d'un home anomenat Yehia que, sense voler, surt de l'aïllament després de cinc anys, per reprendre el seu servei a l'hospital psiquiàtric El-Abbaseya, on és l'encarregat d'avaluar la salut mental dels dements. Va ser seguida per una seqüela Al Fil Al Azraq 2 (àrab: 2 الفيل الأزرق, Al-fīl al-azraq 2), estrenada el 2019.
Segons Ahmed Mourad, escriptor de la novel·la original, el llibre i la pel·lícula tenen dos finals diferents. El director Marwan Hamed va proposar un canvi en l'escena final de la pel·lícula per permetre que la pel·lícula s'adapti i satisfagui una gran massa de públic.
Va rebre crítiques diverses, però va tenir un bon rendiment a la taquilla durant l'Id al-Fitr. La pel·lícula no va seguir la fórmula de la recent sèrie de comèdies egípcies, però va aconseguir guanyar-se el públic a tota la regió àrab. La pel·lícula va guanyar fins a 30 milions de lliures egípcies, que són aproximadament 4,2 milions de dòlars dels EUA. Pel 2024, és la 12a pel·lícula de terror més valorada a IMDb amb una puntuació de 8,0.

## Argument
El psiquiatra Dr. Yehia Rashed (Karim Abdel Aziz) torna a la seva feina cinc anys després de la mort de la seva estimada dona i filla. Ple de dolor per la seva pèrdua, Yehia recorre a les drogues, la beguda i els jocs d'atzar. Però després rep un avís de la feina i torna a les seves funcions a l'hospital psiquiàtric El-Abbaseya on se li assigna 8 Gharb, un departament especial per a malalts mentals que també són delinqüents. Allà l'espera una sorpresa que li capgira la vida. El retorn de Yehia coincideix amb l'arribada d'un antic amic psiquiatre, Sherif Al Kordy (Khaled El Sawy), un pacient acusat d'haver matat brutalment la seva dona. Amb l'esperança d'esbrinar la veritat darrere del cas de Sherif, Yehia comença un viatge per trobar pistes, investigar l'escena del crim i recopilar tanta informació de la germana petita de Sherif, Lobna (Nelly Karim), el primer amor veritable de Yehia. Mentre ho intenta per desentranyar els molts misteris que envolten el seu amic, el Dr. Yehia és absorbit per un mar d'al·lucinacions, encanteris màgics, números i dimonis, girant al voltant d'un saló de tatuatges i una píndola blava que porta l'empremta d'un elefant de sis potes. Per a Yehia, els secrets de la píndola L'elefant blau el van ajudar a entrar a la porta d'un altre món per descobrir les fonts demoníaques darrere del crim de Sherif.

## Repartiment
- Karim Abdel Aziz: Dr. Yehia Rashed
- Khaled El Sawy: Sherif Al Kordy i Na'el
- Nelly Karim: Lobna
- Mohamed Mamdouh: Dr. Sameh
- Dareen Haddad: Maya
- Lebleba: Dr. Safaa
- Shereen Reda: Deega
- Mohamed Shahin: Shaker
- Yvesson: fundador de Blue Elephant

## Producció
El director Marwan Hamed va dir: «Vaig llegir la novel·la en un dia i vaig pensar que era increïble que no féssim thrillers i pel·lícules fantàstiques a Egipte i m'encanten aquests gèneres, així que vaig pensar que aquest podria ser el millor. Vaig sentir molta pena pels personatges, especialment per Yehia Rahed, el personatge principal. Sempre he pensat que Al Fil Al Azraq parla d'actuació. M'encanta treballar amb actors i tots els personatges i les seves històries de fons eren molt interessants. Una de les coses que més em va atrapar va ser l'altre món de la pel·lícula i els viatges que va fer Yehia.»"
La pel·lícula es va filmar amb el suport d¡Al Shorouk for Media Productions, Albatross Production Company i Lighthouse Films.
La pel·lícula es va produir amb èxit. Les tres productores també van contribuir amb Arabia Cinema Production & Distribution per ajudar a distribuir la pel·lícula a tot el món.
La pel·lícula Al Fil Al Azraq es va estrenar per primera vegada el 28 de juliol de 2014 a Egipte. Un mes més tard, l'Id al-Fitr, el 14 d'agost de 2014, la pel·lícula estava disponible per als espectadors de països com Emirats Àrabs Units, Kuwait i Bahrain.

## Recepció
El crític Mahmoud Mahdy de FilmGamed la va puntuar amb un 8 sobre 10 i va escriure: «Al Fil Al Azraq és un assoliment cinematogràfic que hauria d'haver obert el camí per a més coratge i noves aventures per part dels cineastes egipcis.»

## Reconeixements
- 14a edició del Festival Internacional de Cinema de Marràqueix, del 5 al 13 de desembre de 2014[10][11]
- Premi Internacional de la Ficció Àrab, 10 de febrer de 2014[12][13]

## Màrqueting
La pel·lícula s'ha distribuït amb èxit, amb l'ajuda d'Arabia Cinema Production & Distribution (ACPD), a Egipte.